# Gardhiwala
Gardhiwala is een nagar panchayat (plaats) in het district Hoshiarpur van de Indiase staat Punjab. 

## Demografie
Volgens de Indiase volkstelling van 2001 wonen er 6.263 mensen in Gardhiwala, waarvan 52% mannelijk en 48% vrouwelijk is. De plaats heeft een alfabetiseringsgraad van 79%. 